# Список втрачених природоохоронних територій Запорізької області

## Заказники
| Назва та категорія                              | Розташування                                                       | Рішення про оголошення                                      | Рішення про скасування                                        | Опис |
| ----------------------------------------------- | ------------------------------------------------------------------ | ----------------------------------------------------------- | ------------------------------------------------------------- | --- |
| Цілинна ділянка Ботанічний                      | На північний схід від с.Терсянка                                   | Рішення Запорізького облвиконкому № 253 від 28.05.1980 року | Рішення Запорізької обласної ради від 24 грудня 2002 № 12     | Площа – 6 га. Перебувала у віданні колгоспу «Перше травня». Цілинна ділянка з лікарськими рослинами: деревій, чебрець, астрагал. Причина скасування: «не відповідає класифікації території ПЗФ України».                                                                         |
| Цілинна ділянка Ботанічний                      | На північний схід від с. Васильківське                             | Рішення Запорізького облвиконкому № 253 від 28.05.1980 року | Рішення Запорізької обласної ради від 24 грудня 2002 № 12     | Площа – 6,1 га. Перебувала у віданні колгоспу «Перше травня». Цілинна ділянка, де зростали степові рослини, в т.ч. лікарські: звіробій, деревій. Причина скасування: «не відповідає класифікації території ПЗФ України».                                                         |
| Цілинна ділянка Ботанічний                      | Біля с. Богданівка                                                 | Рішення Запорізького облвиконкому № 253 від 28.05.1980 року | Рішення Запорізької обласної ради від 24 грудня 2002 № 12     | Площа – 12 га. Перебувала у віданні колгоспу «Перше травня». Цілинна ділянка на полях сівозміни, де зростають лікарські рослини: собача кропива, звіробій, деревій. Причина скасування: «не відповідає класифікації території ПЗФ України».                                      |
| Цілинна ділянка Ботанічний                      | Біля с. Нове                                                       | Рішення Запорізького облвиконкому № 253 від 28.05.1980 року | Рішення Запорізької обласної ради від 24 грудня 2002 № 12     | Площа – 1 га. Перебувала у віданні колгоспу «Зоря». Цілинна ділянка правого берега річки Тащенак, де зростає лікарська рослина чебрець. Причина скасування: «не відповідає класифікації території ПЗФ України».                                                                  |
| Цілинна ділянка Ботанічний                      | Біля с. Шевченкове                                                 | Рішення Запорізького облвиконкому № 253 від 28.05.1980 року | Рішення Запорізької обласної ради від 24 грудня 2002 № 12     | Площа – 12 га. Перебувала у віданні колгоспу ім. Кірова. Цілинна ділянка на пересіченій місцевості, де зростають лікарські рослини: чебрець та деревій. Причина скасування: «не відповідає класифікації території ПЗФ України».                                                  |
| Цілинна ділянка Ботанічний                      | Біля с. Козолугівка                                                | Рішення Запорізького облвиконкому № 253 від 28.05.1980 року | Рішення Запорізької обласної ради від 24 грудня 2002 № 12     | Площа – 1 га. Перебував у віданні колгоспу "Шлях до комунізму". Цілинна ділянка, де зростають лікарські рослини чебрець та гірчак. Причина скасування: «не відповідає класифікації території ПЗФ України».                                                                       |
| Цілинна ділянка Ботанічний                      | Біля с. Владівка                                                   | Рішення Запорізького облвиконкому № 253 від 28.05.1980 року | Рішення Запорізької обласної ради від 24 грудня 2002 № 12     | Площа – 2 га. Перебував у віданні Четвертої станції шляху ст. Токмак. Цілинна ділянка вздовж залізниці від станції Низяни до станції Стульневе, де зростають лікарські рослини: пижмо, деревій, шипшина. Причина скасування: «не відповідає класифікації території ПЗФ України». |
| Цілинні ділянки Ботанічний                      | Біля сіл Верхня Терса і Рівнопілля                                 | Рішення Запорізького облвиконкому № 253 від 28.05.1980 року | Рішення Запорізької обласної ради від 24 грудня 2002 № 12     | Площа – 3 га. Перебував у віданні колгоспу ім. Леніна. Цілинні ділянки на межі присадибного фонду, де зростає чебрець. Причина скасування: «не відповідає класифікації території ПЗФ України».                                                                                   |
| Цілинна ділянка Ботанічний                      | Біля станції Гуляйполе, колишній Гуляйпільський район              | Рішення Запорізького облвиконкому № 253 від 28.05.1980 року | Рішення Запорізької обласної ради від 24 грудня 2002 № 12     | Площа – 10 га. Перебувала у віданні залізничної станції Гуляйполе. Цілинна ділянка вздовж залізниці, де зростає багато степових рослин, в т.ч. лікарські: астрагал, деревій. Причина скасування: «не відповідає класифікації території ПЗФ України».                             |
| Цілинна ділянка Ботанічний                      | Біля с.Максимівка, IV поле сівозміни                               | Рішення Запорізького облвиконкому № 253 від 28.05.1980 року | Рішення Запорізької обласної ради від 24 грудня 2002 № 12     | Площа – 1 га. Перебувала у віданні колгоспу «Авангард». Цілинна ділянка з лікарськими рослинами: звіробій, собача кропива, деревій. Причина скасування: «не відповідає класифікації території ПЗФ України».                                                                      |
| Пустир-вигін Ботанічний                         | Біля с. Петропавлівка                                              | Рішення Запорізького облвиконкому № 253 від 28.05.1980 року | Рішення Запорізької обласної ради від 24 грудня 2002 № 12     | Площа – 4,75 га. Перебував у віданні колгоспу «Україна». Цілинні вигони навколо присадибного фонду, де зростають лікарські рослини: кропива, подорожник, бузина чорна. Причина скасування: «не відповідає класифікації території ПЗФ України».                                   |
| Балка безіменна Ботанічний                      | В межах полів № 1,2 КСП «Першотравневий»                           | Рішення Запорізького облвиконкому № 253 від 28.05.1980 року | Рішення Запорізької обласної ради від 24 грудня 2002 № 12     | Площа – 6 га. Причина скасування: «не відповідає класифікації території ПЗФ України». |
| Балка Садова Ботанічний                         | Біля с. Садове                                                     | Рішення Запорізького облвиконкому № 253 від 28.05.1980 року | Рішення Запорізької обласної ради від 24 грудня 2002 № 12     | Площа - 4 га. Перебувала у віданні колгоспу «ім. Леніна». Цілинна балка у полях сівозміни, де зростають лікарські рослини: деревій, гірчак, кропива, пижмо, мати-й-мачуха. |
| Захисна лісосмуга Ботанічний                    | Біля с. Дунаївка, V—IV поле сівозміни                              | Рішення Запорізького облвиконкому № 253 від 28.05.1980 року | Рішення Запорізької обласної ради від 24 грудня 2002 № 12     | Площа – 3 га. Перебувала у віданні колгоспу «ім. Фрунзе». Мішана захисна лісосмуга на межі землекористування господарства, де зростає шипшина. Причина скасування: «не відповідає класифікації території ПЗФ України».                                                           |
| Захисна лісосмуга Ботанічний                    | Біля сіл Квіткове та Розівка                                       | Рішення Запорізького облвиконкому № 253 від 28.05.1980 року | Рішення Запорізької обласної ради від 24 грудня 2002 № 12     | Площа – 0,5 га. Перебувала у віданні колгоспу «ім. Щорса». Захисні лісосмуги, де зростає лікарська рослина глід. Причина скасування: «не відповідає класифікації території ПЗФ України».                                                                                         |
| Гирло Молочного лиману Ботанічний               | Біля смт Кирилівка                                                 | Рішення Запорізького облвиконкому № 253 від 28.05.1980 року | Рішення Запорізької обласної ради від 24 грудня 2002 № 12     | Площа – 4 га. Перебував у віданні колгоспу «Приморський». Місце зростання лікарських рослин (спориш, чебрець) на правому березі Молочного лиману при його впадінні в Азовське море. Причина скасування: «не відповідає класифікації території ПЗФ України».                      |
| Балка Васильківська Ботанічний                  | Біля села Васильківське                                            | Рішення Запорізького облвиконкому № 253 від 28.05.1980 року | Рішення Запорізької обласної ради від 24 грудня 2002 № 12     | Площа – 12 га. Перебував у віданні колгоспу «Перше травня». Цілинна балка, де зростають кущі шипшини. Причина скасування: «не відповідає класифікації території ПЗФ України». |
| Цілинна балка Армалітна-Партизанська Ботанічний | В межах Осипенковського району м. Запоріжжя                        | Рішення Запорізького облвиконкому № 207 від 02.10.1987 року | Рішення Запорізької обласної ради від 24 грудня 2002 № 12     | Площа – 5 га. Причина скасування: «не відповідає класифікації території ПЗФ України». |
| Цілинна балка Ентомологічний                    | На землях КСП «Ільїнський», колишній Кам'янсько-Дніпровський район | Рішення Запорізького облвиконкому № 315 від 25.09.1984 року | Рішення Запорізької обласної ради від 24 грудня 2002 № 12     | Площа – 2 га. Причина скасування: «не відповідає класифікації території ПЗФ України». |
| Цілинна балка Ентомологічний                    | Біля с. Водяне                                                     | Рішення Запорізького облвиконкому № 315 від 25.09.1984 року | Рішення Запорізької обласної ради від 24 грудня 2002 № 12     | Площа – 2 га. Причина скасування: «не відповідає класифікації території ПЗФ України». |
| Корнетівський Зоологічний                       | На південний схід від села Вільне                                  | Рішення Запорізького облвиконкому № 10 від 27.11.1998 року  | Рішення Запорізької обласної ради від 24 грудня 2002 № 12     | Площа – 60 га. Причина скасування: «не відповідає класифікації території ПЗФ України». |
| Коса Федотова Ландшафтний                       | На захід від смт Кирилівка                                         | Рішення Запорізької обласної ради № 135 від 25.09.1984 року | Рішення Запорізької обласної ради від 25 грудня 2001 року № 5 | Площа - 234 га. Причина скасування: входження до заказника загальнодержавного значення Федотова Коса |
| Петропавлівський Зоологічний                    | На північ від с. Петропавлівка                                     | Рішення Запорізького облвиконкому № 10 від 27.11.1998 року  | Рішення Запорізької обласної ради від 25 грудня 2001 року № 5 | Площа – 45 га. Причина скасування: «не відповідає класифікації території ПЗФ України». |

## Пам'ятки природи
| Назва та категорія                              | Розташування                                               | Рішення про оголошення                                      | Рішення про скасування | Опис |
| ----------------------------------------------- | ---------------------------------------------------------- | ----------------------------------------------------------- | --- | --- |
| Дуб черещатий № 1 Ботанічна                     | Старобердянське лісництво Мелітопольський район            | Рішення Запорізького облвиконкому № 533 від 12.12.1979 року | Рішення Запорізької обласної ради від 24 грудня 2002 № 12 «Про внесення змін і доповнень до природно-заповідного фонду області» | Площа — 0,01 га. Причина скасування: входження до ландшафтного заказника «Старобердянський»                    |
| Дуб черещатий № 2 Ботанічна                     | Старобердянське лісництво Мелітопольський район            | Рішення Запорізького облвиконкому № 533 від 12.12.1979 року | Рішення Запорізької обласної ради від 24 грудня 2002 № 12 «Про внесення змін і доповнень до природно-заповідного фонду області» | Площа — 0,01 га. Причина скасування: входження до ландшафтного заказника «Старобердянський»                    |
| Дуб черещатий № 3 Ботанічна                     | Старобердянське лісництво Мелітопольський район            | Рішення Запорізького облвиконкому № 533 від 12.12.1979 року | Рішення Запорізької обласної ради від 24 грудня 2002 № 12 «Про внесення змін і доповнень до природно-заповідного фонду області» | Площа — 0,01 га. Причина скасування: входження до ландшафтного заказника «Старобердянський»                    |
| Дуб черещатий № 4 Ботанічна                     | Старобердянське лісництво Мелітопольський район            | Рішення Запорізького облвиконкому № 533 від 12.12.1979 року | Рішення Запорізької обласної ради від 24 грудня 2002 № 12 «Про внесення змін і доповнень до природно-заповідного фонду області» | Площа — 0,01 га. Причина скасування: входження до ландшафтного заказника «Старобердянський»                    |
| Дуб черещатий № 5 Ботанічна                     | Старобердянське лісництво Мелітопольський район            | Рішення Запорізького облвиконкому № 533 від 12.12.1979 року | Рішення Запорізької обласної ради від 24 грудня 2002 № 12 «Про внесення змін і доповнень до природно-заповідного фонду області» | Площа — 0,01 га. Причина скасування: входження до ландшафтного заказника «Старобердянський»                    |
| Дуб черещатий № 6 Ботанічна                     | Старобердянське лісництво Мелітопольський район            | Рішення Запорізького облвиконкому № 533 від 12.12.1979 року | Рішення Запорізької обласної ради від 24 грудня 2002 № 12 «Про внесення змін і доповнень до природно-заповідного фонду області» | Площа — 0,01 га. Причина скасування: входження до ландшафтного заказника «Старобердянський»                    |
| Дуб черещатий № 7 Ботанічна                     | Старобердянське лісництво Мелітопольський район            | Рішення Запорізького облвиконкому № 533 від 12.12.1979 року | Рішення Запорізької обласної ради від 24 грудня 2002 № 12 «Про внесення змін і доповнень до природно-заповідного фонду області» | Площа — 0,01 га. Причина скасування: входження до ландшафтного заказника «Старобердянський»                    |
| Дуб черещатий № 8 Ботанічна                     | Старобердянське лісництво Мелітопольський район            | Рішення Запорізького облвиконкому № 533 від 12.12.1979 року | Рішення Запорізької обласної ради від 24 грудня 2002 № 12 «Про внесення змін і доповнень до природно-заповідного фонду області» | Площа — 0,01 га. Причина скасування: входження до ландшафтного заказника «Старобердянський»                    |
| Дуб черещатий № 9 Ботанічна                     | Старобердянське лісництво Мелітопольський район            | Рішення Запорізького облвиконкому № 533 від 12.12.1979 року | Рішення Запорізької обласної ради від 24 грудня 2002 № 12 «Про внесення змін і доповнень до природно-заповідного фонду області» | Площа — 0,01 га. Причина скасування: входження до ландшафтного заказника «Старобердянський»                    |
| Дуб черещатий № 10 Ботанічна                    | Старобердянське лісництво Мелітопольський район            | Рішення Запорізького облвиконкому № 533 від 12.12.1979 року | Рішення Запорізької обласної ради від 24 грудня 2002 № 12 «Про внесення змін і доповнень до природно-заповідного фонду області» | Площа — 0,01 га. Причина скасування: входження до ландшафтного заказника «Старобердянський»                    |
| Дуб черещатий № 11 Ботанічна                    | Старобердянське лісництво Мелітопольський район            | Рішення Запорізького облвиконкому № 533 від 12.12.1979 року | Рішення Запорізької обласної ради від 24 грудня 2002 № 12 «Про внесення змін і доповнень до природно-заповідного фонду області» | Площа — 0,01 га. Причина скасування: входження до ландшафтного заказника «Старобердянський»                    |
| Цілинна ділянка в степу Ботанічна               | Біля с.Новофедорівка                                       | Рішення Запорізького облвиконкому № 533 від 12.12.1979 року | Рішення Запорізької обласної ради від 24 грудня 2002 № 12                                                                       | Площа – 5 га. Причина скасування: «не відповідає класифікації території ПЗФ України».                          |
| Могила Куксунгур Геологічна                     | Поблизу с. Новоспаське                                     | Рішення Запорізького облвиконкому № 206 від 24.05.1972 року | Рішення Запорізької обласної ради від 18 січня 2006 № 18 «Про скасування статусу території природно-заповідного фонду»          | Пам'ятка являє собою самий південний вихід залізистих кварцитів докембрію в межах Східноєвропейської платформи |
| Пойма річки Берда з Солодким лиманом Комплексна | За 2 км від міста Бердянськ по правому берегу річки Берда. | Рішення Запорізької обласної ради № 135 від 25.09.1984 року | Рішення Запорізької обласної ради від 25 грудня 2001 № 5 «Про внесення змін і доповнень до природно-заповідного фонду області»  | Площа — 25 га. Причина скасування: входження до заказника «Заплава річки Берда»                                |

## Парки-пам'ятки садово-паркового мистецтва
«Парк біля запорізького трансформаторного заводу» — парк у м. Запоріжжя, колишній парк-пам'ятка садово-паркового мистецтва. 
Парк був закладений працівниками Запорізького трансформаторного заводу у 50-х рр. ХХ ст. як парк культури і відпочинку колективу підприємства. Пізніше поруч побудували заводський будинок культури. У закладанні парку взяли участь члени делегації англійських енергетиків до СРСР 1956 року. Пірамідальний дуб ймовірно посадив заступник керівника делегації Джо Еккелс.
Рішенням Запорізького облвиконкому № 315 від 25.09.1984 року парку площею 1,5 га було надано заповідний статус. 24 грудня 2002 року Запорізька обласна рада ухвалила рішення № 12 «Про внесення змін і доповнень до  природно-заповідного фонду області», яким було ліквідовано 41 об'єкт ПЗФ включно з Парком біля трансформаторного заводу. Скасування статусу відбулось із зазначенням сумнівної причини «не відповідає класифікації території ПЗФ України».
На сьогодні стан парку задовільний, на його території облаштовані дитячий і спортивний майданчики, однак, паркова інфраструктура застаріла і занедбана.
Деякий час парк перебував в оренді Інженерно-будівельного підприємства «Форт». У 2020 році парк повернули на баланс міста через відмову орендаря займатись благоустроєм. Запорізькою міською радою розробляється проєкт облаштування парку, до якого надають зауваження та пропозиції місцеві активісти. Частина земельних ділянок на території парку приватизована.
| Назва                                       | Розташування                         | Рішення про оголошення                                      | Рішення про скасування                                    | Опис |
| ------------------------------------------- | ------------------------------------ | ----------------------------------------------------------- | --------------------------------------------------------- | --- |
| Парк біля цеху апаратного і магнітопроводів | м. Запоріжжя                         | Рішення Запорізького облвиконкому № 315 від 25.09.1984 року | Рішення Запорізької обласної ради від 24 грудня 2002 № 12 | Площа – 1,3 га. Причина скасування: «не відповідає класифікації території ПЗФ України».                                                             |
| Парк біля головного корпусу                 | м. Запоріжжя                         | Рішення Запорізького облвиконкому № 315 від 25.09.1984 року | Рішення Запорізької обласної ради від 24 грудня 2002 № 12 | Площа – 1 га. Причина скасування: «не відповідає класифікації території ПЗФ України».                                                               |
| Парк біля лікарні                           | м. Запоріжжя                         | Рішення Запорізького облвиконкому № 315 від 25.09.1984 року | Рішення Запорізької обласної ради від 24 грудня 2002 № 12 | Площа – 5,5 га. Причина скасування: «не відповідає класифікації території ПЗФ України».                                                             |
| Парк піонертабору «Чайка»                   | На території о.Хортиця, м. Запоріжжя | Рішення Запорізького облвиконкому № 315 від 25.09.1984 року | Рішення Запорізької обласної ради від 24 грудня 2002 № 12 | Площа – 5,7 га. Скасування статусу відбулось у зв’язку із входженням території парку до заказника загальнодержавного значення «Дніпровські пороги». |